# Restriction (mathématiques)
Pour les articles homonymes, voir Restriction.

La fonction x^{2} n'admet pas de réciproque sur la droite réelle. Il faut restreindre sur les réels positifs pour pouvoir définir la racine carrée.

En mathématiques, la restriction d'une fonction f est une fonction, souvent notée f |A ou  {\displaystyle f{\upharpoonright _{A}}}, pour laquelle on ne considère que les valeurs prises par f sur un domaine A inclus dans le domaine de définition de f.

## Définition
Soit f : E → F une fonction sur un ensemble E vers un ensemble F. Si on prend A, un sous-ensemble de E, alors la restriction de f sur A est la fonction :
La restriction de f sur A est donc égale à f sur A, mais non définie sur le reste du domaine de f.

## Exemples
- La restriction de la fonction non injective {\displaystyle f:\mathbb {R} \to \mathbb {R} ,\ x\mapsto x^{2}} sur le domaine {\displaystyle \mathbb {R} _{+}=[0,+\infty [} est la fonction injective {\displaystyle f:\mathbb {R} _{+}\to \mathbb {R} ,\ x\mapsto x^{2}}.
- La factorielle peut être vue comme la restriction de la fonction gamma sur les entiers positifs, avec un décalage à droite :
{\displaystyle \forall n\in \mathbb {N} ,\quad {\Gamma |}_{\mathbb {N} }\!(n)=(n-1)!}

## Propriétés
- La restriction d'une fonction à tout son domaine de définition est égale à la fonction elle-même : f |dom(f) = f.
- Restreindre deux fois revient à restreindre une seule fois : si {\displaystyle A\subseteq B\subseteq \operatorname {dom} f}, alors {\displaystyle (f|_{B})|_{A}=f|_{A}}.
- La restriction de la fonction identité sur un ensemble X à un sous-ensemble A de X est simplement l'injection canonique ι de A dans X[2],[3].
- La restriction à A d'une application f définie sur X est alors la composée f∘ι par f de cette injection ι[4].
- Par conséquent, la restriction préserve la continuité[4].

## Applications

### Fonctions réciproques
Pour qu'une fonction ait une réciproque, elle doit être bijective. Si ce n'est pas le cas, on peut alors définir une restriction de la fonction sur un domaine où elle est bijective, et donc y définir une réciproque. Par exemple, la fonction carré :
{\displaystyle \forall x\in \mathbb {R} ,\quad f(x)=x^{2}}
n'est pas injective (puisqu'on a f(x) = f(–x). Cependant, en considérant la restriction sur la demi-droite des réels positifs [0, +∞[, on peut définir la réciproque, la racine carrée :
{\displaystyle \forall y\in \mathbb {R} _{+},\quad f^{-1}(y)={\sqrt {y}}.}
Les fonctions racines d'une puissance paire, les fonctions arc cosinus et arc sinus, reposent sur le même principe.